# Dicranota minuta
Dicranota minuta är en tvåvingeart som beskrevs av Paul Lackschewitz 1940. Dicranota minuta ingår i släktet Dicranota och familjen hårögonharkrankar. Inga underarter finns listade i Catalogue of Life.